# 比德曼斯多夫
比德曼斯多夫是奥地利下奥地利州默德灵县的一个市镇。总面积8.94平方公里，总人口2911人，人口密度325.6人/平方公里（2005年）。